# Habscheid

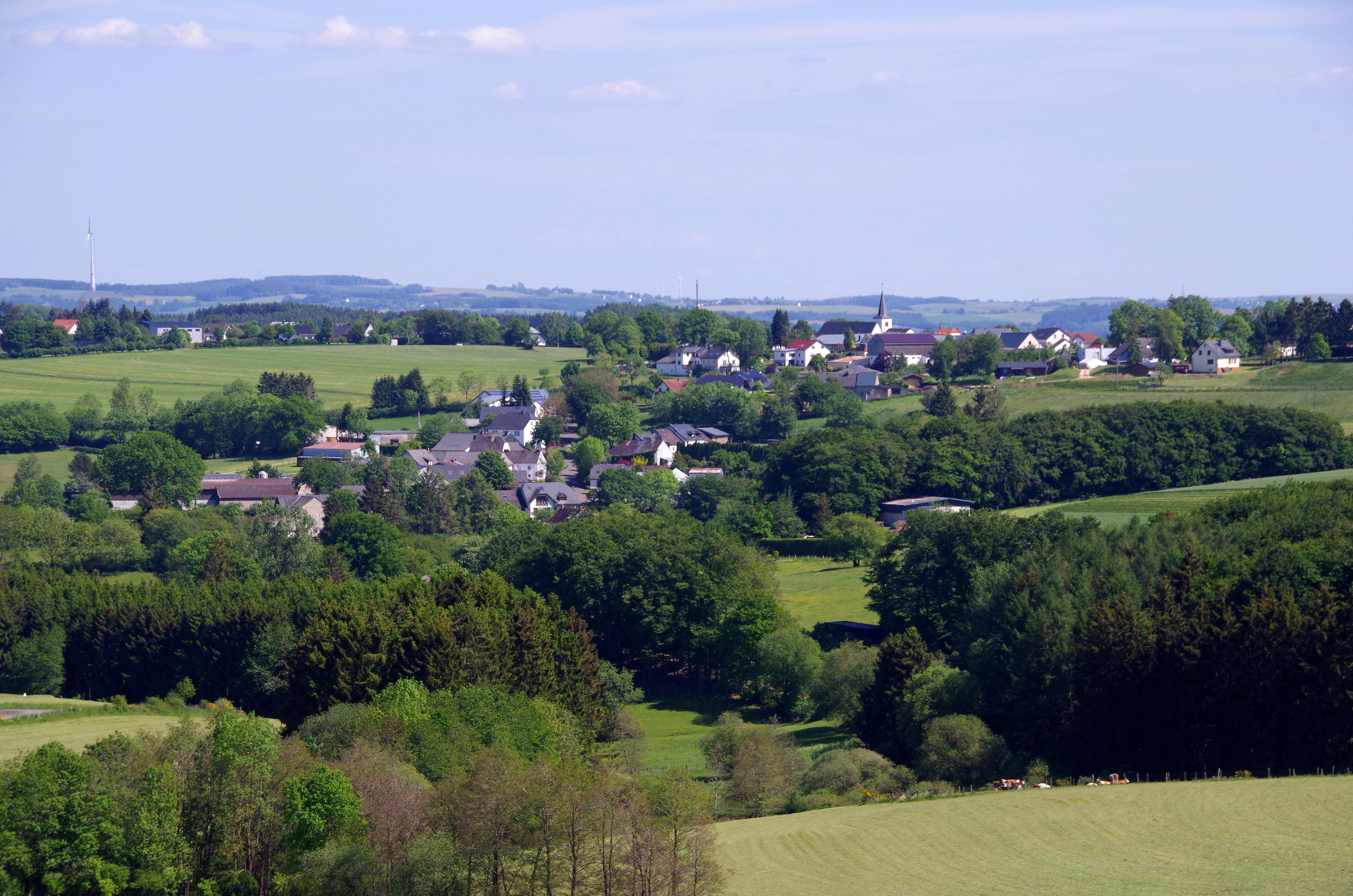
Habscheid von Nordwesten

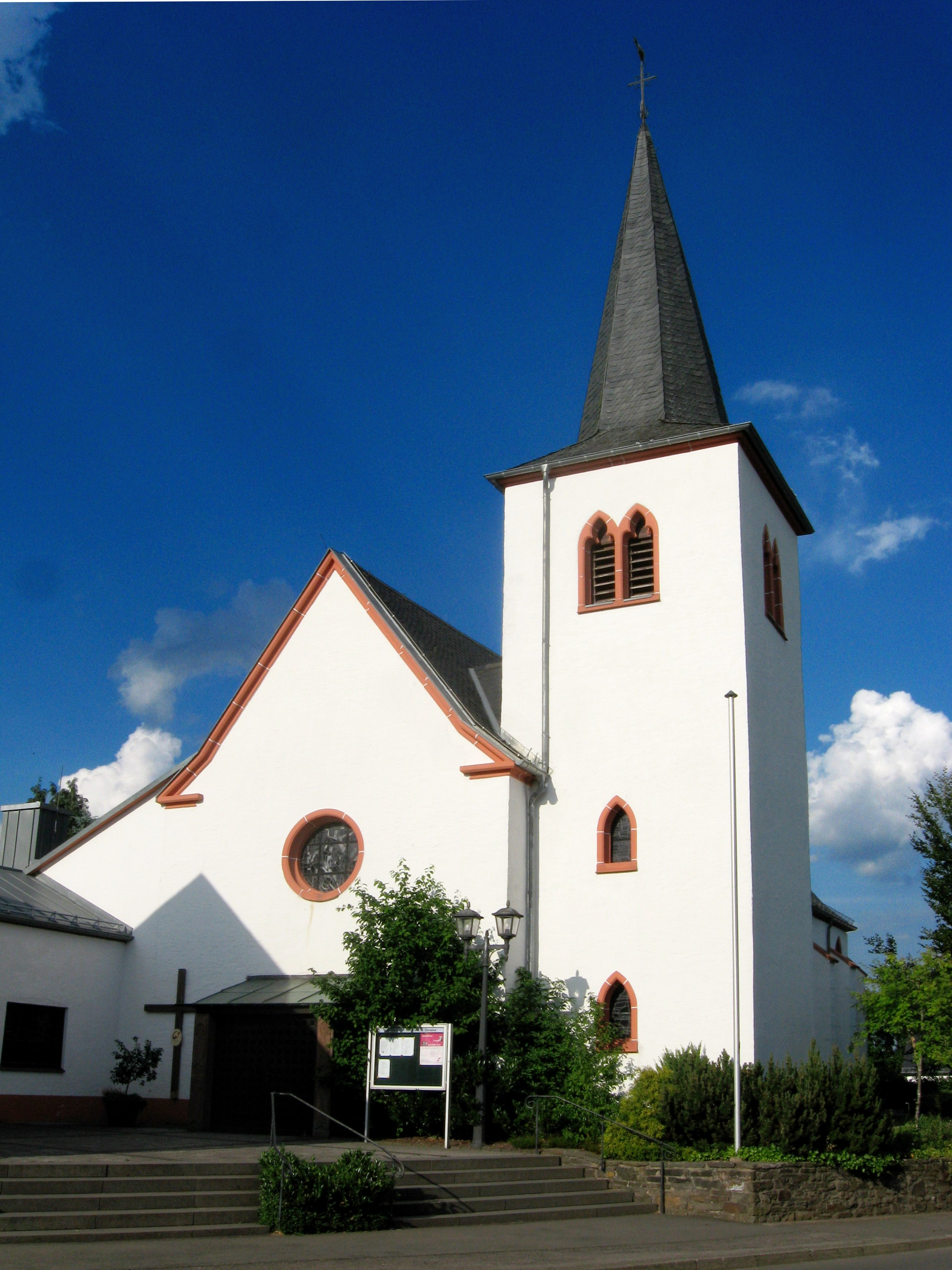
Pfarrkirche St. Lucia

Habscheid ist eine Ortsgemeinde im Eifelkreis Bitburg-Prüm in Rheinland-Pfalz. Sie gehört der Verbandsgemeinde Prüm an.

## Geographie
Habscheid liegt in der Westeifel. Der Ortsteil Habscheid selbst liegt auf einer kleinen Hochfläche, die in nordöstlicher Richtung zum Alfbach, und in südöstlicher zum Bierbach abfällt. Der nördliche Teil des Gemeindegebiets gehört bereits zum grenzübergreifenden Naturpark Hohes Venn-Eifel (deutscher Teil: „Naturpark Nordeifel“).
Die Gemeinde gliedert sich in die Ortsteile Habscheid und Hollnich. Zum Ortsteil Habscheid gehört auch die Weiler Niederhabscheid und Habscheider Mühle; zum Ortsteil Hollnich gehören die Wohnplätze Auf dem Rehbüsch, Hof Hallert, Hof Unter dem Rehbüsch, Hollnichermühle und Ritzfeld.
Nachbarorte sind die Ortsgemeinden Großlangenfeld im Norden, Brandscheid im Nordosten, Pronsfeld und Masthorn im Südosten, Üttfeld im Süden, Kesfeld im Südwesten, Heckhuscheid im Westen, sowie dem Ortsteil Eigelscheid der Ortsgemeinde Winterspelt im Nordwesten.

## Geschichte
Das Gemeindegebiet war bereits in römischer Zeit besiedelt, wie Siedlungsreste und Brandgräber aus dem 1. und 2. Jahrhundert zeigen, die 1929 sowie 1933/34 nördlich von Niederhabscheid gefunden wurden. Untersuchungen des Provinzial Museums Trier ergaben, dass es sich um Brandgrubengräber handelte, die mit Steinplatten umstellt waren. Unter den Beigaben fand sich hauptsächlich Keramik.
Die Orte Habscheid und Hollnich gehörten bis zum Ende des 18. Jahrhunderts zum Kondominium Pronsfeld, einem Gebiet mit gemeinsamer Landeshoheit. So unterstand Habscheid im 18. Jahrhundert dem Kurfürstentum Trier (6 Häuser), den Herrschaften Hartelstein / Abtei Niederprüm (14 Häuser) und der Herrschaft Oranien (4 Häuser).
Die Inbesitznahme des Linken Rheinufers durch französische Revolutionstruppen beendete die alte Ordnung. Der Ort wurde von 1798 bis 1814 Teil der Französischen Republik (bis 1804) und anschließend des Französischen Kaiserreichs. Er wurde Sitz einer Mairie, zugeordnet dem Arrondissement Bitbourg (Bitburg) des Wälderdepartements. Nach der Niederlage Napoleons kam Habscheid aufgrund der 1815 auf dem Wiener Kongress getroffenen Vereinbarungen zum Königreich Preußen und gehörte nun zum Kreis Prüm des Regierungsbezirks Trier, der 1822 Teil der neu gebildeten preußischen Rheinprovinz wurde. Aus der Mairie wurde eine Bürgermeisterei, die 1927 in Amt umbenannt und 1933 – zusammen mit anderen Ämtern – im vergrößerten Amt Bleialf aufging.
Als Folge des Ersten Weltkriegs war die gesamte Region dem französischen Abschnitt der Alliierten Rheinlandbesetzung zugeordnet. Nach dem Zweiten Weltkrieg wurde Habscheid innerhalb der französischen Besatzungszone Teil des damals neu gebildeten Landes Rheinland-Pfalz.
Am 1. Januar 1972 wurde die bis dahin selbständige Gemeinde Hollnich mit seinerzeit 194 Einwohnern nach Habscheid eingemeindet.
Statistik zur Einwohnerentwicklung
Die Entwicklung der Einwohnerzahl von Habscheid bezogen auf das heutige Gemeindegebiet; die Werte von 1871 bis 1987 beruhen auf Volkszählungen:
| Jahr | Einwohner |
| ---- | --------- |
| 1815 | 391       |
| 1835 | 454       |
| 1871 | 544       |
| 1905 | 534       |
| 1939 | 1495      |

| Jahr | Einwohner |
| ---- | --------- |
| 1950 | 595       |
| 1961 | 605       |
| 1970 | 600       |
| 1987 | 579       |
| 1997 | 588       |

| Jahr | Einwohner |
| ---- | --------- |
| 2005 | 577       |
| 2011 | 627       |
| 2017 | 629       |
| 2024 | 656       |

## Politik

### Bürgermeister
Dietmar Fuchs wurde am 14. August 2019 Ortsbürgermeister von Habscheid. Da bei der Direktwahl am 26. Mai 2019 kein gültiger Wahlvorschlag eingereicht wurde, oblag die Neuwahl des Bürgermeisters dem Rat, der sich auf seiner konstituierenden Sitzung für Fuchs entschied. Er wurde im Juni 2024 wiedergewählt.
Die Vorgänger von Dietmar Fuchs waren Petra Diederichs (2009–2019) und zuvor Theo Igelmund mit einer Amtszeit von 20 Jahren.

### Wappen
| Wappen von Habscheid | Blasonierung: „Unter silbernem Schildhaupt, darin ein blaues Schwert, von Rot und Silber durch Halbkrückenschnitt geteilt, oben eine goldene Glocke, unten ein grünes Eichenblatt.“ |
| Wappen von Habscheid | Wappenbegründung: Die Grundfarben des Bistums Trier sind rot und weiß. Die heutige Gemeinde Habscheid besteht aus den beiden Ortsteilen Habscheid und Hollnich. Die Zusammengehörigkeit wird durch den Halbkrückenschnitt symbolisiert. Die goldene Glocke steht für die der Pfarrkirche. Der Sage nach soll die Gräfin vom Hofswald eine Handvoll Goldstücke in die Schmelze geworfen haben. Der große Hofswald wird durch das Eichenblatt dargestellt. Die heilige Luzia als Kirchenpatronin der Pfarrei wird mit Schwert abgebildet. |

## Sehenswürdigkeiten
In der Denkmalliste des Landes Rheinland-Pfalz (Stand: 2021) sind folgende Kulturdenkmäler ausgewiesen:
- Die römisch-katholische Pfarrkirche St. Luzia in der Hauptstraße (Gebäudeteile spätestens aus dem 15. Jahrhundert)
- Drei Wegekreuze aus dem 16. und 19. Jahrhundert im Ort und der Gemarkung
- Habscheidermühle nordöstlich des Ortes; Dreiflügelanlage aus dem 19. Jahrhundert

Siehe auch: Liste der Kulturdenkmäler in Habscheid

## Wirtschaft und Infrastruktur

### Öffentliche Einrichtungen
Das Dorfgemeinschaftshaus ist Mittelpunkt des kulturellen Lebens von Habscheid und wird von örtlichen Vereinen rege genutzt. Habscheid verfügt über eine Kindertagesstätte.

### Verkehr
Habscheid liegt an der Landesstraße 16. Im Ortsteil zweigt von ihr die Kreisstraße 108 nach Hollnich und Hallert ab, von der wiederum kurz vor Hallert die K 116 Richtung Masthorn abzweigt. Nördlich von Habschneid streift die Bundesautobahn 60 das Gemeindegebiet, die nächstgelegene Auffahrt ist die Anschlussstelle Bleialf.